# Березинське
Березинське (біл. вёска Беразінскае) — село в складі Молодечненського району Мінської області, Білорусь. Село підпорядковане Городилівській сільській раді, розташоване в західній частині області.